# Unterweißig
Unterweißig ist eine Gemarkung auf dem Gebiet des Stadtteils Weißig der Großen Kreisstadt Freital.

## Geographie
Der Ort Unterweißig liegt im Westen des Freitaler Stadtgebietes. Die zwölf Hektar umfassende Gemarkung ist vollständig von der Gemarkung (Ober-)Weißig umgeben. Die beiden Orte sind heute nahezu aneinandergewachsen. Die Kreisstraße 9077 verläuft südlich von Unterweißig und verbindet den Ort mit dem Freitaler Stadtzentrum sowie Oberweißig und Großopitz (Ortschaft von Tharandt). Südlich dieser Straße befindet sich ein zweiter Teil der Gemarkung Unterweißig, der mit dem größeren oberen jedoch nicht verbunden ist.
Entlang der westlichen Bebauungsgrenze von Unterweißig fließt der Weißiger Bach, der von Oberweißig kommend Saalhausen passiert und bei Zauckerode in den Quänebach mündet.

## Geschichte
Unterweißig ist in der 1. Hälfte des 19. Jahrhunderts als Arbeitersiedlung entstanden. Die Bewohner Unterweißigs arbeiteten im Königlichen Steinkohlenwerk Zauckerode, sie waren aus Johanngeorgenstadt im Erzgebirge hergebracht worden. Bereits 1806 kamen Johanngeorgenstädter Bergleute in die Region, sie wurden in Döhlen und Oberweißig untergebracht. Da die Steinkohlenindustrie stetig wuchs, waren kaum bezahlbare Wohnungen für die Arbeiter in den Bergwerken vorhanden. Die umliegenden Gemeinden wiesen die Bergleute ab, um keine finanziellen Unterstützungen für nicht mehr arbeitsfähige Bergmänner zahlen zu müssen. Daher mussten viele Arbeiter im Wald in Zelten leben.
Um Abhilfe zu schaffen, wurde auf Bestreben von Ernst Friedrich Wilhelm Lindig 1821 im Weißiger Wald eine neue Siedlung angelegt. Sie bekam 1825 den Namen „Unterweißig“. Vereinzelt wird der Ort auch „Neuweißig“ genannt. Mit der Bergbautätigkeit wuchs auch Neuweißig kontinuierlich. Im Jahr 1834 wohnten 373 Menschen im Ort, 1843 waren es 350 Einwohner, die in 38 Häusern lebten. Nach und nach entstanden auch öffentliche Gebäude, wie eine Schule mit Turnhalle.
Unterweißig war als selbstständige Landgemeinde dem Amt Dresden bzw. ab 1875 der Amtshauptmannschaft Dresden unterstellt. 1890 zählte der Ort 748 Einwohner, bis 1910 stieg deren Zahl auf 850 an. Im Jahr 1919 endete die Eigenständigkeit Unterweißigs mit dem Zusammenschluss mit Oberweißig zur Gemeinde Weißig. Diese Gemeinde wurde nach dem Ende des Zweiten Weltkrieges Teil der Sowjetischen Besatzungszone und später der DDR. In der Kreisreform 1952 kam Unterweißig zum Kreis Freital. Seit dem 1. Januar 1974 gehört Weißig mit Ober- und Unterweißig zur Stadt Freital.

## Belege
1. ↑  Weißig mit Ober- und Unterweißig. In: freital.de. Ehemals im Original (nicht mehr online verfügbar); abgerufen am 9. Februar 2018. (Seite nicht mehr abrufbar. Suche in Webarchiven)